# Natan Girma
Natan Girma (Losanna, 11 dicembre 2001) è un calciatore svizzero, centrocampista della Reggiana.

## Biografia
È nato in Svizzera da genitori di origine eritrea.

## Caratteristiche tecniche
È un trequartista alto 190 cm che dispone di buona tecnica e forza fisca.

## Carriera
Ha iniziato a giocare a calcio nel Dardania Losanna in Seconda Lega interregionale per poi passare al Servette, dove ha giocato nella seconda squadra fino alla stagione 2020-2021. Nell'estate del 2021 è stato acquistato dal Sona con cui ha debuttato il 14 novembre nell'incontro di Serie D pareggiato 3-3 contro il Real Calepina.
Nel luglio del 2023 è stato acquistato a titolo definitivo dalla Reggiana, neopromossa in Serie B, ed il 6 agosto seguente ha fatto il suo esordio realizzando una rete nel successo per 6-2 contro il Pescara in Coppa Italia.

## Statistiche

### Presenze e reti nei club
Statistiche aggiornate al 13 maggio 2025.
| Stagione             | Squadra              | Campionato           | Campionato | Campionato | Coppe nazionali | Coppe nazionali | Coppe nazionali | Coppe continentali | Coppe continentali | Coppe continentali | Altre coppe | Altre coppe | Altre coppe | Totale | Totale | Totale |
| Stagione             | Squadra              | Comp                 | Pres       | Reti       | Comp            | Pres            | Reti            | Comp               | Pres               | Reti               | Comp        | Pres        | Reti        | Pres   | Reti   |        |
| -------------------- | -------------------- | -------------------- | ---------- | ---------- | --------------- | --------------- | --------------- | ------------------ | ------------------ | ------------------ | ----------- | ----------- | ----------- | ------ | ------ | ------ |
| 2018-feb. 2019       | Dardania Losanna     | 2L                   | 8          | 0          | CS              | 1               | 1               | -                  | -                  | -                  | -           | -           | -           | 9      | 1      |        |
| feb.-giu. 2019       | Servette U-21        | 2L                   | 2          | 0          | -               | -               | -               | -                  | -                  | -                  | -           | -           | -           | 2      | 0      |        |
| 2019-2020            | Servette U-21        | 2L                   | 8          | 1          | -               | -               | -               | -                  | -                  | -                  | -           | -           | -           | 8      | 1      |        |
| 2020-2021            | Servette U-21        | 2L                   | 11         | 4          | -               | -               | -               | -                  | -                  | -                  | -           | -           | -           | 11     | 4      |        |
| Totale Servette U-21 | Totale Servette U-21 | Totale Servette U-21 | 21         | 5          |                 | -               | -               |                    | -                  | -                  |             | -           | -           | 21     | 5      |        |
| 2021-2022            | Sona                 | D                    | 14         | 0          | CI-D            | 0               | 0               | -                  | -                  | -                  | -           | -           | -           | 14     | 0      |        |
| 2022-2023            | Sona                 | D                    | 10         | 2          | CI-D            | 1               | 0               | -                  | -                  | -                  | -           | -           | -           | 11     | 2      |        |
| Totale Sona          | Totale Sona          | Totale Sona          | 24         | 2          |                 | 1               | 0               |                    | -                  | -                  |             | -           | -           | 25     | 2      |        |
| 2023-2024            | Reggiana             | B                    | 26         | 5          | CI              | 3               | 1               | -                  | -                  | -                  | -           | -           | -           | 29     | 6      |        |
| 2024-2025            | Reggiana             | B                    | 24         | 5          | CI              | 0               | 0               | -                  | -                  | -                  | -           | -           | -           | 22     | 2      |        |
| Totale Reggiana      | Totale Reggiana      | Totale Reggiana      | 50         | 10         |                 | 3               | 1               |                    | -                  | -                  |             | -           | -           | 53     | 11     |        |
| Totale carriera      | Totale carriera      | Totale carriera      | 103        | 17         |                 | 5               | 2               |                    | -                  | -                  |             | -           | -           | 108    | 19     |        |